# Transformers: Animated
Transformers: Animated is een Amerikaanse animatieserie gebaseerd op het Transformers-franchise. De serie is geproduceerd door Cartoon Network en Hasbro, maar de animatie werd grotendeels gedaan in Japan.
De serie had eerst de werktitel Transformers: Heroes. De serie ging in première op 26 december 2007 en liep tot 23 mei 2009. De serie telt 42 afleveringen. In Amerika werd de serie uitgezonden door Cartoon Network en later door Hub Network.
In Nederland kwam de tekenfilm op Cartoon Network, VT4 en Netflix. In Vlaanderen werd de serie uitgezonden door Cartoon Network en VT4.

## Plot

### Seizoen 1
Optimus Prime, Bumblebee, Ratchet, Bulkhead en Prowl van de Autobots zijn een ruimtebrug aan het herstellen en vinden per toeval de Allspark. Wanneer blijkt dat er een Decepticonoorlogsschip in de buurt is, verbergen ze de Allspark in hun eigen schip. Na een heftige strijd worden ze naar de Aarde getransporteerd door een ontplofte ruimtebrug. Megatron stort ook neer op Aarde en wordt gevonden door een jonge ingenieur, Isaac Sumdac. Sumdac maakt van Megatrons onderdelen een enorme computer en weet zo in vijftig jaar tijd van Detroit een futuristische stad te maken. Hierdoor heeft Megatron met behulp van bewakingscamera's zicht over heel de stad.
Vijftig jaar na neerstorten, ontwaken de Autobots in een meer. Een demonstratie van professor Sumdac is uitgedraaid in een ramp wanneer zijn microbots een reusachtig monster vormen die de stad begint aan te vallen. De Autobots transformeren in voertuigen en redden de mensen van het monster. Prowl is ernstig gewond geraakt, maar wordt gered door de sleutel van een meisje genaamd Sari, de dochter van Sumdac. De sleutel bevat energie van de Allspark. Vervolgens wordt Detroit aangevallen door Starscream, die op zoek is naar de Allspark. Hij wordt verslagen door de Autobots. Optimus Prime is sterk beschadigd en wordt ook gered door Sari's sleutel. Megatron heeft alles gezien en beseft dat het niet de Autobots zijn die hem hebben vernietigd, maar Starscream, die een bom op zijn rug had geplaatst omdat hij zelf leider van de Decepticons wilde worden.
Vervolgens leren de Autobots samenwerken als een team. Ze verslaan verschillende schurken, zowel mensen als robots. Vele robots zijn gecreëerd door Megatron, zoals de Dinobots en Soundwave. Ondertussen misleidt Megatron professor Sumdac in het bouwen van een lichaam. In flashbacks komen we meer te weten over het verleden van Ratchet en Optimus Prime. Ratchet is de oudste van het vijftal en heeft de oorlog tussen de Autobots en de Decepticons meegemaakt. Hij was toen dokter en moest de gewonde Arcee helpen, die een code bezat die niet in de handen mocht vallen van de Decepticons. Optimus Prime zat vroeger in het leger. Hij was mee met Sentinel en Elita-1 naar een verboden planeet gereisd op zoek naar energon. De planeet zat vol reusachtige spinnen. Optimus en Sentinel raakten Elita-1 kwijt. Ze vingen geen signaal meer op en dachten dat ze gestorven was. Elita-1 was in werkelijkheid veranderd in een deels organisch wezen door het gif van de spinnen. Optimus nam de schuld op zich en werd uit het leger gezet.
Het seizoen eindigt met Megatron die met zijn nieuwe lichaam de Autobots aanvalt en de Allspark bemachtigt. Hij neemt de Allspark tot zich en kan de kracht amper aan. Hij vertelt Starscream dat hij weet van zijn verraad en vermoordt hem. Tijdens een gevecht duwt Optimus Prime Sari's sleutel in Megatron en duwt hem van een afgrond. Er volgt een enorme knal en fragmenten van de Allspark worden verspreid over Detroit.

### Seizoen 2
Megatron heeft professor Sumdac gevangen genomen en laat hem samen met Decepticons een ruimtebrug bouwen. Hij wil terug naar Cybertron om de thuisplaneet van binnen uit aan te vallen. Ondertussen gaat Sari op zoek naar haar vader. Ze komt erachter dat ze ongeregistreerd is en officieel niet bestaat.
Detroit heeft grote schade ondervonden van het gevecht met de Decepticons en de Autobots proberen hun imago te herstellen bij de mensen. De Elite Guard van de Autobots komt aan op Aarde om hen op te halen, denkende dat de Decepticons al vertrokken zijn. De Guard kijkt neer op het vijftal en kan amper geloven dat vijf bouwvakkers tegen Decepticons hebben gevochten. De Autobots kunnen het tegendeel bewijzen en blijven op Aarde.
Een fragment van de Allspark is in Starscream terechtgekomen en zorgt dat hij in leven blijft. Hij besluit zichzelf veelvuldig te klonen om Megatron aan te kunnen vallen. Er komen ook fragmenten van de Allspark in afval en constructiemachines terecht, wat leidt tot het ontstaan van Vuil-Wrak (Wreck-Gar) en de Constructicons.
In flashbacks is te zien dat Bumblebee en Bulkhead vroeger samen op legerkamp zaten. Bumblebee onderschepte een bericht van Megatron en kwam erachter dat er een spion op kamp zat. Hij vermoedde dat de pestkop Wasp eigenlijk een Decepticon was en probeerde hem te ontmaskeren met de hulp van Bulkhead en Longarm. Uiteindelijk vonden ze Decepticonapparatuur in Wasps locker en werd Wasp verbannen. Longarm was echter de spion en had Wasp erin geluisd.
Uiteindelijk vangen de Decepticons Bulkhead, die een expert blijkt in ruimtebruggen. Megatron wordt aangevallen door de Autobots en Starscreams klonen. Het schip van de Autobots op Aarde blijkt Omega Supreme te zijn en transformeert met behulp van een Allspark-fragment in een reusachtige oorlogsrobot. Ze komen erachter dat er een Decepticon in de Elite Guard zit, vermomd als Autobot. De Autobot Blurr en enkele klonen van Starscream worden opgezogen door de ruimtebrug en komen in de ruimte terecht. Sari raakt gewond en komt erachter dat ze een robot is, gebouwd door Isaac Sumdac.

### Seizoen 3
Blurr komt aan op Cybertron en vertelt het belangrijke nieuws aan Longarm Prime, die hem vermoordt. De Autobots op Aarde komen erachter dat Shockwave de spion is, vermomd als Longarm Prime. Bumblebee beseft dat Wasp onschuldig was. Na veel moeite komt de informatie tot bij de Elite Guard. Nu Shockwave ontmaskerd is, valt hij Ultra Magnus aan en vlucht. Sentinel Prime profiteert hiervan en benoemt zich tot nieuwe leider van Cybertron. Ondertussen proberen de Decepticons klonen van Omega Supreme te maken om de Autobots aan te vallen. Hiervoor hebben ze Arcee nodig, die in Cybertron opgeborgen ligt.
In de finale moeten de Autobots de Aarde beschermen tegen een leger van Omega Supremes. Ratchet en Arcee slagen erin om de controle te krijgen over het leger. In het laatste gevecht met Megatron offert Prowl zijn leven op. Op Cybertron wordt het vijftal ontvangen als helden.

## Personages
Autobots
- Optimus Prime
- Bumblebee
- Ratchet
- Bulkhead
- Prowl
- Ultra Magnus
- Jazz
- Sentinel Prime
- Blurr
- Arcee
- Vuil-Wrak
- Longarm Prime
- Elita One
- Omega Supreme
- Jetfire
- Jetstorm

Dinobots subgroep
- Grimlock
- Snarl
- Swoop

Decepticons
- Megatron
- Starscream
- Blitzwing
- Lugnut
- Blackarachnia
- Soundwave
- Lockdown
- Swindle
- Shockwave
- Starscream klonen

Constructicons subgroep
- Mixmaster
- Scrapper

Overige Transformers
- Wasp

Mensen
- Isaac Sumdac
- Sari Sumdac
- Commissaris Fanzone
- Burgemeester Edsel
- Burgemeester Edsels Assistente
- Porter C. Powell
- De scherpe schutter
- Prometheus Zwarts / Meltdown
- Ronny De Jong
- Rooie Rickert / De Razende
- Professor Princess
- Vis Mutant
- Zoogdier Mutant
- Henry Masterson / De Hoofdmeester
- Master Disaster
- Slo-Mo

Organismen uit de ruimte
- Buitenaardse Spinnen
- Ruimte Mossels

## Productie
De show werd geproduceerd onder toezicht van Matt Youngberg (Teen Titans, The Batman). Uitvoerend producent was Cartoon Networks vicepresident Sam Register. Ontwerper Derrick Wyatt gaf alle personages een nieuw uiterlijk en Beast Machines schrijver Marty Isenberg werkte ook mee aan deze serie.

## Afleveringen
Seizoen 1
1. Transform and Roll Out (Part 1)
2. Transform and Roll Out (Part 2)
3. Transform and Roll Out (Part 3)
4. Home is Where the Spark is
5. Total Meltdown
6. Blast From the Past
7. Thrill of the Hunt
8. Nanosec
9. Along Came a Spider
10. Sound and Fury
11. Lost and Found
12. Survival Of The Fittest
13. Headmaster
14. Nature Calls
15. Megatron Rising (Part 1)
16. Megatron Rising (Part 2)

Seizoen 2
1. The Elite Guard
2. Return of the Headmaster
3. Mission Accomplished
4. Garbage In, Garbage Out
5. Velocity
6. Rise of the Constructicons
7. A Fistful of Energon
8. SUV: Society of Ultimate Villainy
9. Autoboot Camp
10. Black Friday
11. Sari, No One's Home
12. A Bridge Too Close (Part 1)
13. A Bridge Too Close (Part 2)

Seizoen 3
1. Transwarped (Part 1)
2. Transwarped (Part 2)
3. Transwarped (Part 3)
4. Three's a Crowd
5. Where is Thy Sting?
6. Five Servos of Doom
7. Predacons Rising
8. Human Error (Part 1)
9. Human Error (Part 2)
10. Deception Air
11. This is Why I Hate Machines
12. Endgame (Part 1)
13. Endgame (Part 2)

## Rolverdeling

### Engelse stemacteurs
- David Kaye – Optimus Prime, Grimlock, Lugnut
- Corey Burton – Megatron, Ratchet, Shockwave, Cyrus "Colossus" Rhodes
- Tom Kenny – Starscream, Isaac Sumdac, Scrapper, Tutor-Bot
- Lance Henriksen – Lockdown
- Tara Strong – Sari Sumdac
- Bumper Robinson – Bumblebee, Blitzwing
- Bill Fagerbakke – Bulkhead
- Jeff Bennett – Prowl, Ultra Magnus, Captain Fanzone, Angry Archer
- Susan Blu – Arcee
- Brian Posehn – Nanosec
- Peter Stormare – Prometheus Black/Meltdown
- Alexander Polinsky - Headmaster
- Townsend Coleman – Sentinel Prime
- Cree Summer – Blackarachnia
- Phil LaMarr – Jazz
- John Moschitta, Jr. – Blurr
- "Weird Al" Yankovic – Junkion

### Nederlandse stemacteurs
- Bas Keijzer - Ratchet
- Leo Richardson - Optimus Prime[4]
- Thijs van Aken - Bumblebee
- Louis van Beek - Prowl
- Lucas Dietens - Commissaris Carmine Fanzone